# Tremate!
Tremate! (Be Afraid. Be Very Afraid!) è l'ottantaduesimo libro della serie horror per ragazzi Piccoli brividi, scritta da R. L. Stine.

## Trama
Alla fine dell’estate, i due amici Connor Buckley e Emily Zinman, si annoiano molto, avendo ormai già fatto di tutto. Decidono allora di andare a vedere una vendita di oggetti usati a casa del vecchio e scontroso signor Goma. Curiosando tra i vari oggetti, Connor e Emily vengono ingiustamente accusati da Goma di essere dei ladri. Stizzito dall'accusa, Connor ruba senza farsi notare un mazzo di carte da gioco da un tavolo. A casa di Connor i due esaminano le carte, scoprendo che il gioco si chiama Tremate! e che raffigurano draghi, re malvagi, folletti, stregoni e altre creature leggendarie. Connor e Emily vengono poi raggiunti dal loro amico Kyle Boots, che sostiene di conoscere il gioco e iniziano subito una partita. Scoprono presto però che qualsiasi mossa effettuata dai giocatori si avvera, come quando un esercito di cavalieri distrugge la casa dei vicini di Connor o un drago gigantesco semina il panico nel quartiere. Connor decide allora di andare dal signor Goma per restituirgli il mazzo, scoprendo tra l’altro che è anche lui raffigurato su una delle carte, nelle vesti di un mago. Il suo nome è infatti l’anagramma di “mago”. Il signor Goma è però furioso per ciò che i ragazzi hanno fatto e con un incantesimo manda Connor e i suoi amici nel mondo del gioco, per “viverlo”.  Trovandosi in un mondo strano e inquietante, Connor e i suoi amici vengono catturati da un gruppo di Jekel, esseri simili a gnomi, che tentano di far bere loro del veleno. Riescono a fuggire quando un gruppo di cavalieri mascherati a bordo di draghi volanti attaccano gli Jekel, ma entrando in un campo di granoturco vengono di nuovo acchiappati da altri esseri chiamati Stelk, che escono dagli steli.
Dopo la scritta “FINISCI TU LA STORIA” si capisce che i tre ragazzi erano soltanto i protagonisti di un libro che il dodicenne Mark stava leggendo, insieme a sua sorella Amy. Mark è deluso dal fatto che il libro non abbia una conclusione, ma trova nella copertina un mazzo di carte molto simile a quello di cui si narrava. I due iniziano a giocare e finiscono a loro volta nel mondo del gioco. Dopo essere sfuggiti a un essere tarchiato con la testa di un maiale che stava per gettarli in un forno, Amy e Mark incontrano i tre protagonisti prima elencati, ovvero Connor, Emily e Kyle. A Amy viene l'idea di cercare un mago che possa farli uscire tutti dal mondo del gioco, tuttavia i ragazzi vengono di nuovo catturati da uno squadrone di Krel, esseri simili a folletti, che li conducono vicino ad un dirupo. Mark tenta allora un gesto disperato: avendo letto di Connor che si metteva in tasca la carta del mago Goma prima di essere catapultato in quel mondo, se la fa consegnare con l’intento di strapparla, per cercare di spezzare l’incantesimo. La carta gli sfugge di mano, finendo nel dirupo, ma Mark si lancia a sua volta, riuscendo ad afferrare la carta e a strapparla.
Dopo un’altra scritta “FINISCI TU LA STORIA”, si scopre che il vero protagonista è un ragazzo di nome Ross che si trova nella biblioteca scolastica a leggere il libro in questione. Deluso dal fatto che non abbia un finale, riesce a farsi scambiare il libro con un accattivante gioco di carte chiamato Tremate! dal vecchio che glielo aveva venduto, il signor Agom.

## Personaggi
- Connor Buckley: il protagonista del libro Tremate! che, inizialmente, sembrerebbe il protagonista dell'intera storia.
- Emily Zinman: una dei coprotagonisti del libro Tremate!.
- Kyle Boots: uno dei coprotagonisti del libro Tremate!. Conosce alla perfezione il gioco di carte omonimo.
- Goma: uno dei personaggi del libro Tremate!, è un vicino di casa di Connor molto scorbutico e brontolone. In realtà si rivela essere un mago ed è lui che possiede il gioco di carte Tremate!.
- Mark: altro personaggio del libro, compare nella seconda parte.
- Amy: sorellina di Mark, appare anche lei nella seconda parte.
- Re Jekel: il minuto re dei Jekel. Catturano Connor, Emily e Kyle e cercano di avvelenarli.
- Ross: il vero protagonista della storia che compare solo nel finale.
- Agom: compare solo nel finale, è lui a dare a Ross il libro Tremate! insieme al mazzo di carte del gioco omonimo.

## Edizioni
- R. L. Stine, Tremate!, traduzione di Cristina Scalabrini, collana Piccoli brividi, Arnoldo Mondadori Editore, 2001,  p. 140, ISBN 88-04-49628-2.